# Plectrocnemia munitalis
Plectrocnemia munitalis är en nattsländeart som beskrevs av Wolfram Mey 1996. Plectrocnemia munitalis ingår i släktet Plectrocnemia och familjen fångstnätnattsländor. Inga underarter finns listade i Catalogue of Life.